# Schloss Werneck

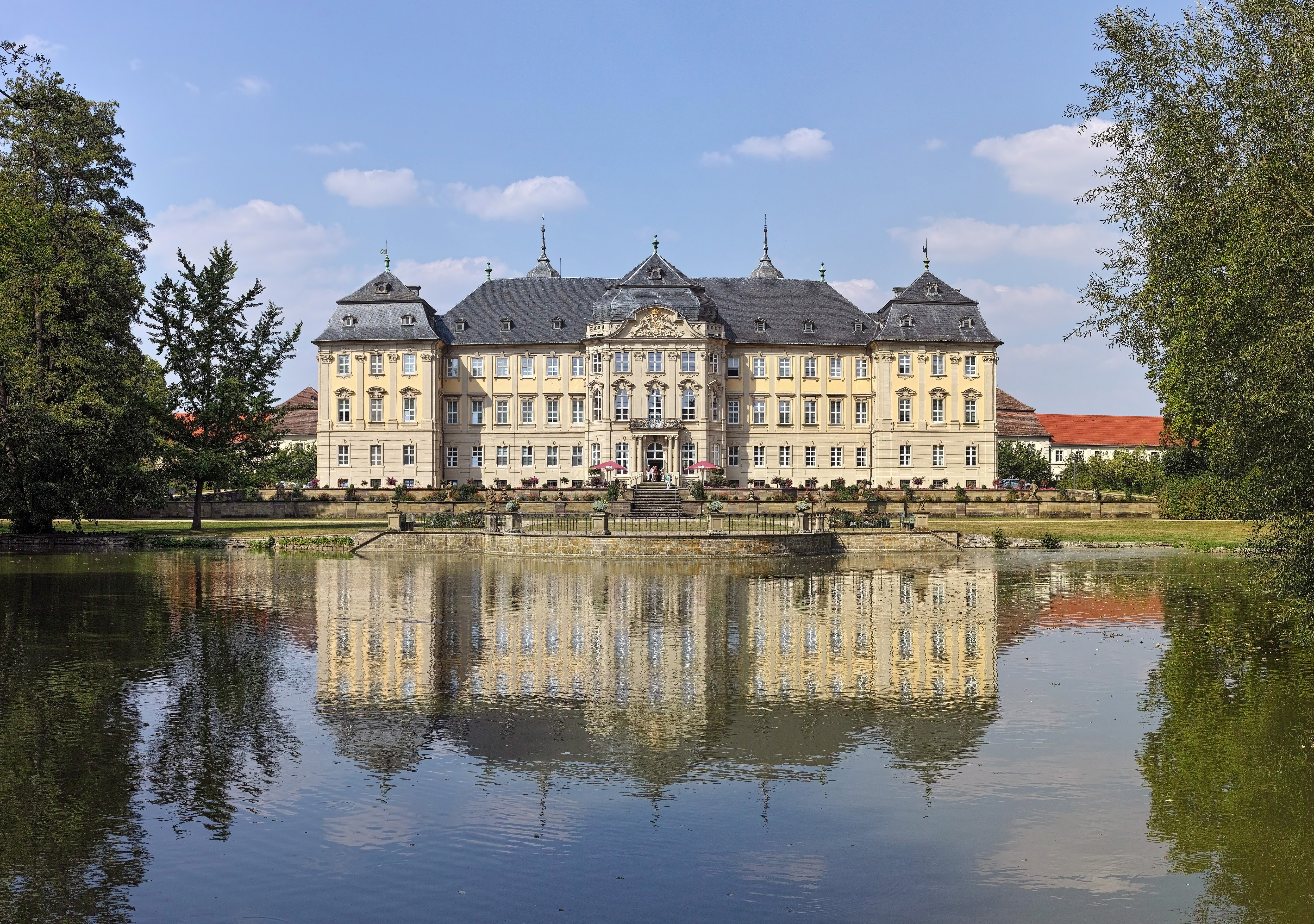
Schloss Werneck

Schloss Werneck ist eine ehemalige Residenz der Fürstbischöfe von Würzburg im bayerischen Markt Werneck. Die barocke Dreiflügelanlage wurde in den Jahren 1731 bis 1747 im Auftrag von Friedrich Karl von Schönborn nach Entwurf von Balthasar Neumann erbaut. Beim Umbau des Schlosses zum Krankenhaus ab 1853 wurden alle Innenräume außer der Schlosskirche zerstört.

## Geschichte
Das Schloss liegt im unterfränkischen Markt Werneck im Landkreis Schweinfurt und steht unter Denkmalschutz. An der Stelle des heutigen Gebäudes befand sich ursprünglich eine Burganlage, die erstmals 1202 urkundlich erwähnt wurde und damals im Besitz des Adelsgeschlechtes von Ravensburg war. Die Burganlage wurde im Deutschen Bauernkrieg 1525 verwüstet und von Markgraf Albrecht Alkibiades im Jahr 1553 eingenommen und niedergebrannt. 1601 wurde sie vom Würzburger Fürstbischof Julius Echter von Mespelbrunn wieder aufgebaut. 1723 brannte die Anlage erneut ab und wurde 1724 notdürftig wieder instand gesetzt. Im Auftrag von Fürstbischof Friedrich Karl von Schönborn wurde die heutige Schlossanlage in den Jahren 1731 bis 1747 durch Balthasar Neumann als Sommerresidenz erbaut. Sie gilt als sein spätestes Profanwerk. Dem Schloss ist ein großer Park angegliedert, ursprünglich ein französischer Barockgarten, der später in einen englischen Landschaftsgarten umgestaltet wurde.
„Das Schloß war als Landsitz etwas anderes wie  die Residenz in der Landeshauptstadt. Aber die zweckmäßige, originelle und dabei künstlerisch ansprechende Gruppierung des Baues verrät in gleichem Maße das Genie Neumanns, wie die untadelig hoheitsvolle und abgewogene Fassadengliederung, die in der entsprechenden Formung des Daches ihre Akzente ausklingen ließ.“ In den Jahren 1807–1812 ließ Großherzog Ferdinand einige Innenräume im klassizistischen Stil ausstatten. Nachdem das Gebiet des Großherzogtums Würzburg an Bayern gefallen war, ließ König Maximilian II. die Einrichtung versteigern und das Schloss verkaufen. Ab 1853 wurde es nach Plänen von Karl Friedrich Schmidt und des königlichen Bauinspektors Bernhard Mack zu einer Heil- und Pflegeanstalt für psychisch Kranke umgebaut. Dabei wurden außer der Schlosskirche alle historischen Innenräume zerstört, darunter  das große Treppenhaus und der prachtvolle Festsaal von Balthasar Neumann. Am 1. Oktober 1855 konnte die Heil- und Pflegeanstalt Werneck unter ihrem ersten Direktor, Bernhard von Gudden (dem späteren Gutachter über König Ludwig II., der mit ihm im Starnberger See ertrank), ihre Arbeit aufnehmen. Werneck ist damit Sitz einer der ältesten psychiatrischen Kliniken Deutschlands. Während der NS-Diktatur wurden 1940 rund 800 Patienten der Heil- und Pflegeanstalt im Rahmen der so genannten Aktion T4 auf Anordnung von Otto Hellmuth ermordet.
Heute ist die psychiatrische Klinik (Träger: Bezirk Unterfranken) in einem modernen Neubau untergebracht und versorgt mit 290 Betten sowie 59 Betten für die Forensik das östliche Unterfranken (Stadt und Landkreis Schweinfurt sowie die Landkreise Hassberge, Rhön-Grabfeld, Bad Kissingen und Kitzingen mit über 500.000 Einwohnern). Im Schloss ist weiterhin die Orthopädische Klinik des Bezirks Unterfranken untergebracht, die mit 153 Betten zu den größten orthopädischen Fachkliniken Deutschlands zählt. Die beiden Kliniken sowie die in den Schlossanlagen untergebrachten psychiatrischen und gerontopsychiatrischen Pflegeheime sind die größten Arbeitgeber des Marktes Werneck. Das Schloss ist von außen zu besichtigen. Zugänglich sind nur die ehemalige Schlosskirche und ein Café. Im Schlossgelände sind der barocke Schlossgarten und die englische Parkanlage mit Teich zu besichtigen.

## Schlosskirche
Die Schlosskirche ist in den nordöstlichen Hofpavillon der Anlage eingebaut und erstreckt sich über zwei Geschosse. Ihre Kuppel, ein halbes liegendes Rotationsellipsoid, ruht auf vorspringenden Wandpfeilern mit reich verzierten Pilastern. Der Pavillon dient lediglich als Hülle für Naumanns kunstvoll gestalteten Innenraum, in dem zehn durch Wandpfeiler entstandene Nischen nahtlos durch Halbkuppeln mit dem Hauptraum verbunden sind. Diese Nischen bleiben für den Betrachter teilweise verborgen, da die Pfeiler die Fenster verdecken und so eine diffuse Lichtwirkung erzeugen.

## Galerie

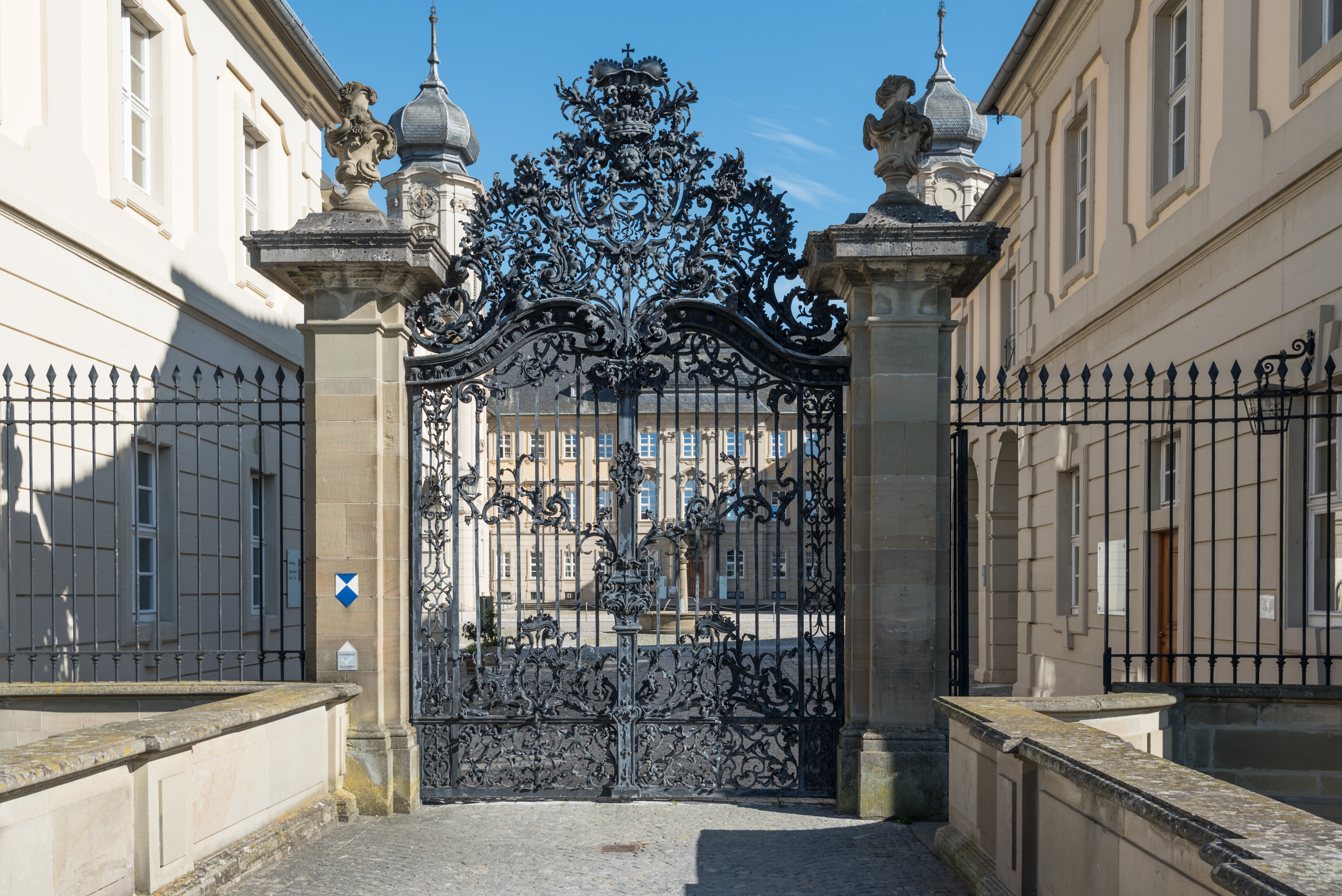
Schlosstor
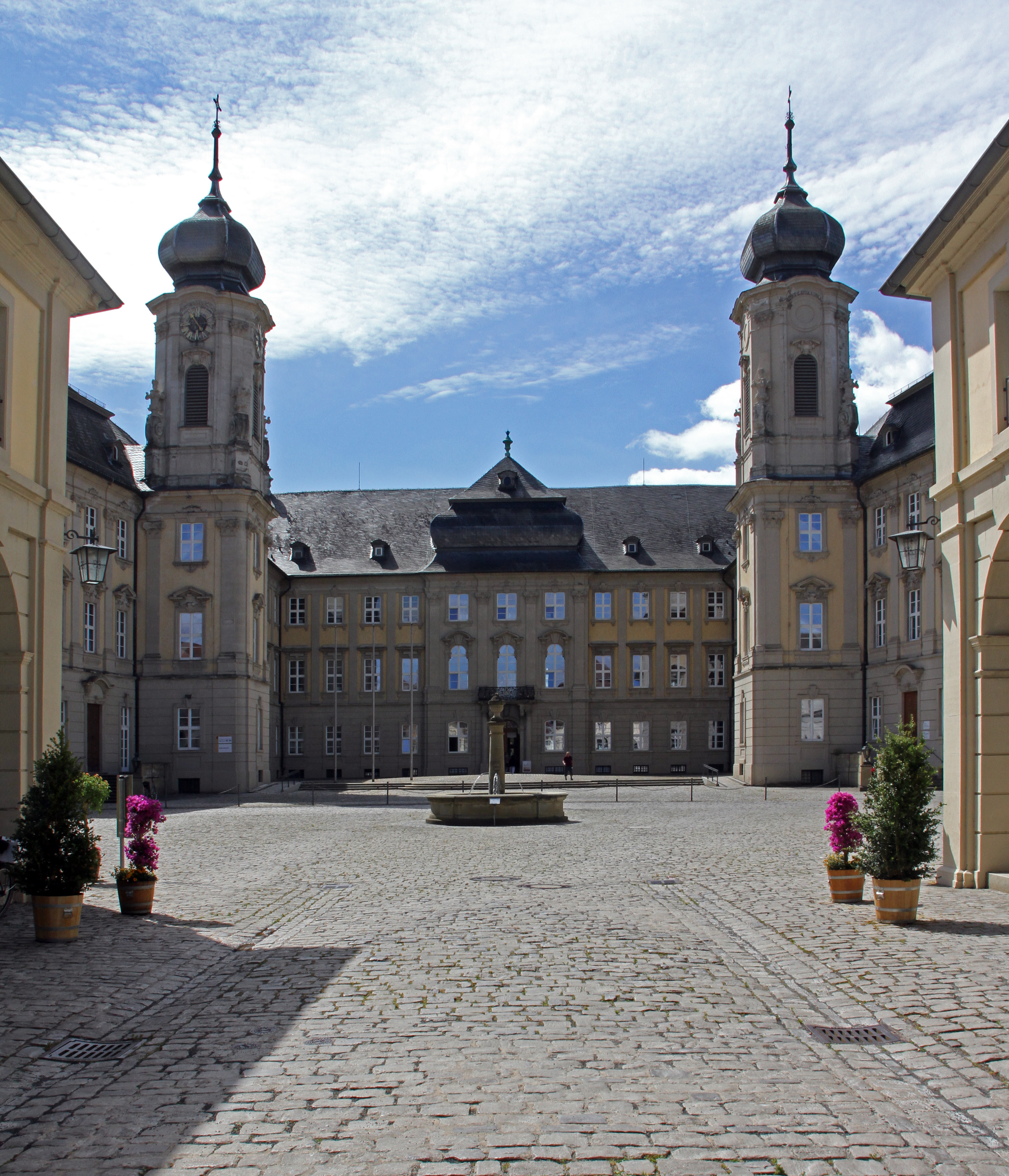
Schlosshof
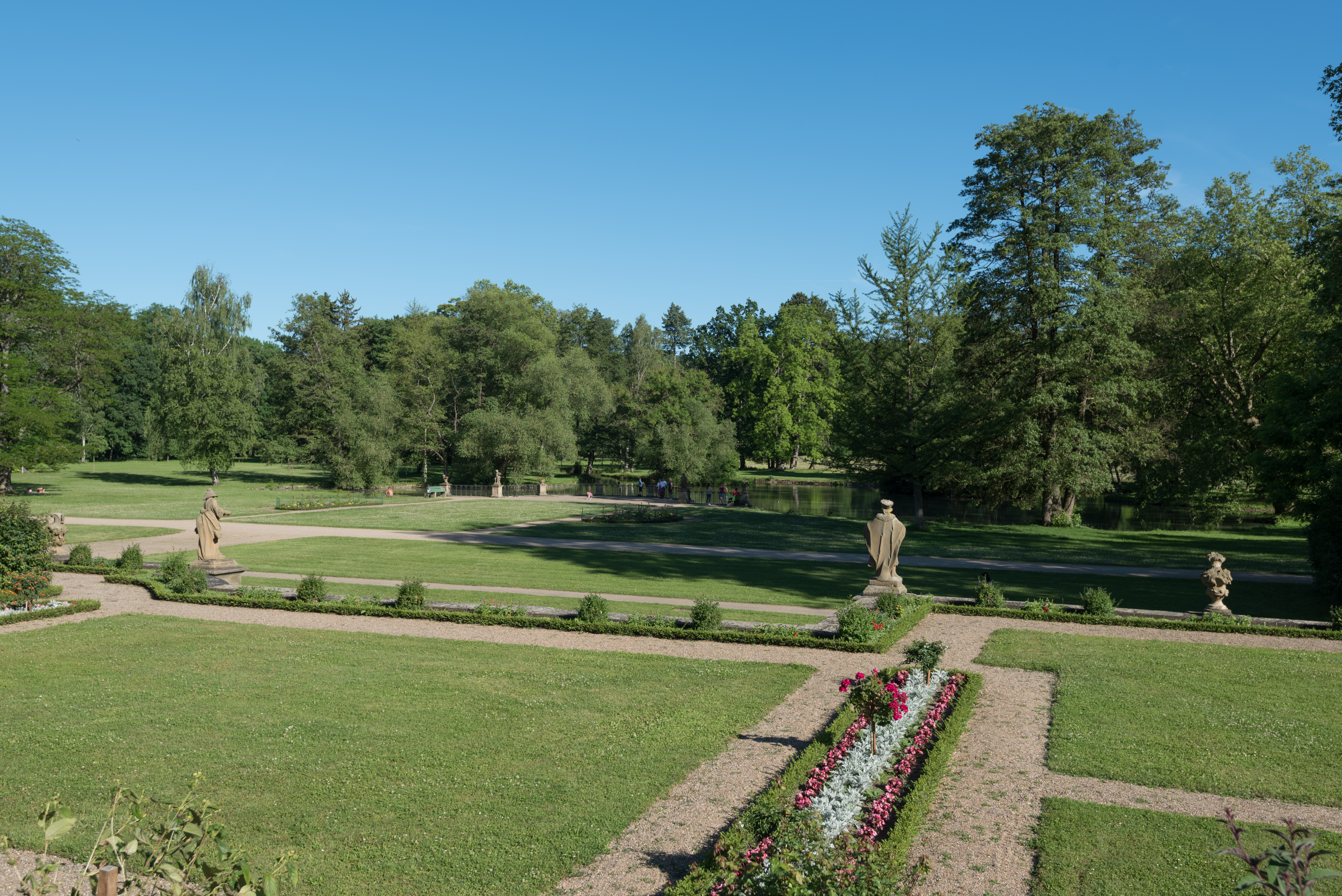
Schlosspark
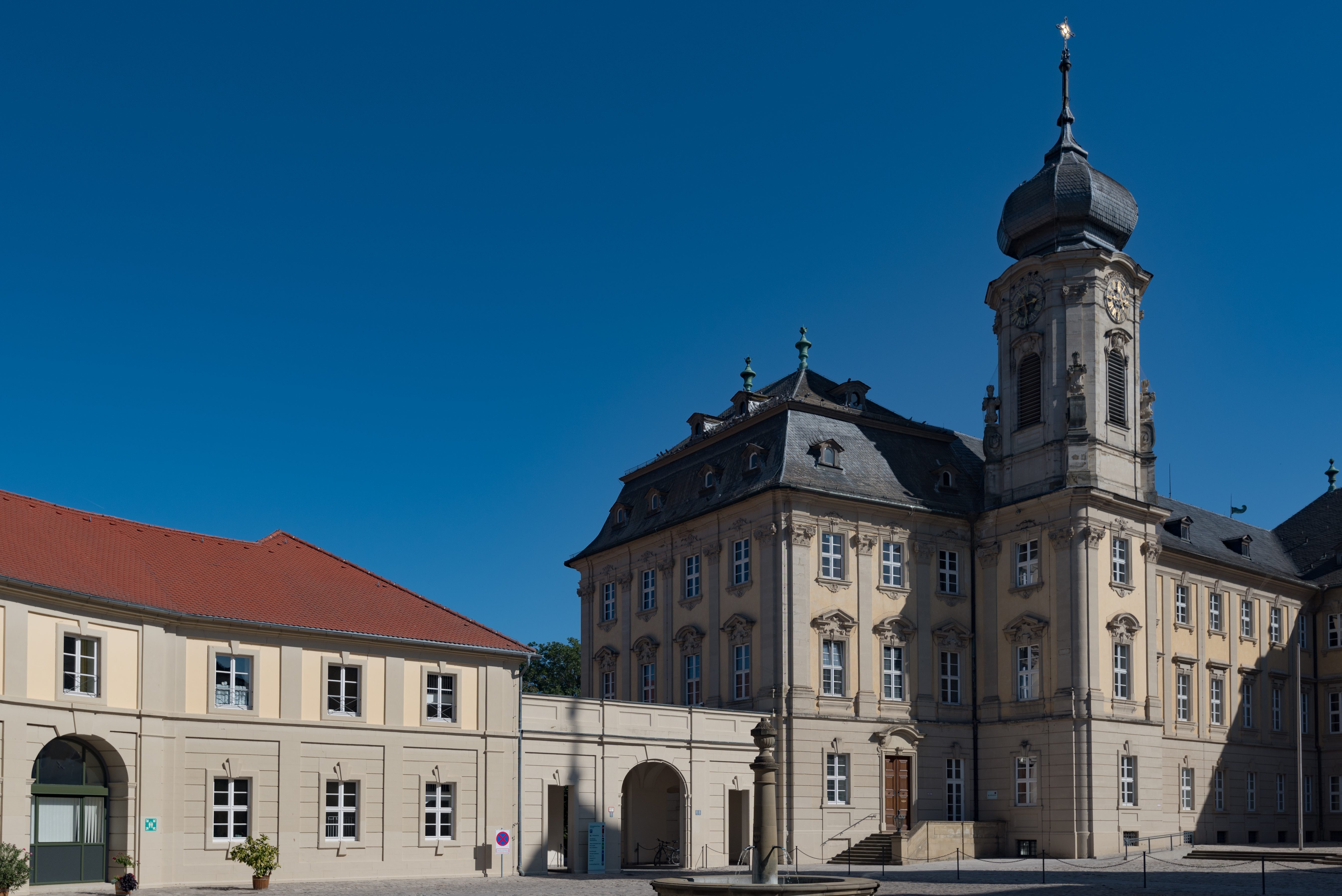
Schlosskirche, Außenansicht
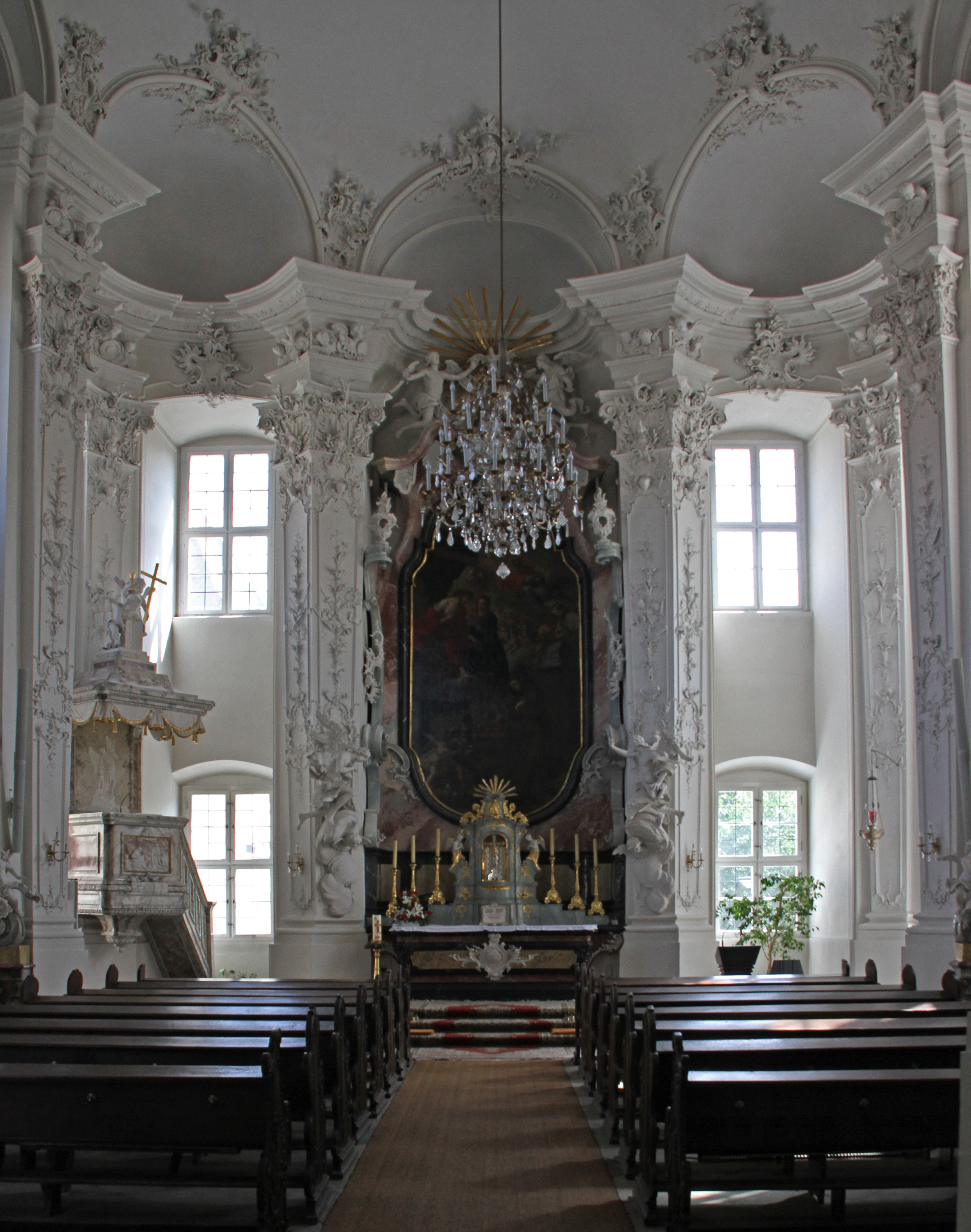
Schlosskirche, Innenansicht